# Lutte aux Jeux olympiques d'été de 1988
Navigation
Los Angeles 1984 Barcelone 1992

## Tableau des médailles pour la lutte
| Rang | Pays                 | Médaille d'or | Médaille d'argent | Médaille de bronze | Total |
| ---- | -------------------- | ------------- | ----------------- | ------------------ | ----- |
| 1    | Union soviétique     | 8             | 4                 | 3                  | 15    |
| 2    | Corée du Sud         | 2             | 2                 | 5                  | 9     |
| 3    | Japon                | 2             | 2                 | 0                  | 4     |
| 4    | États-Unis           | 2             | 1                 | 3                  | 6     |
| 5    | Bulgarie             | 1             | 4                 | 3                  | 8     |
| 6    | Pologne              | 1             | 1                 | 1                  | 3     |
| 7    | Hongrie              | 1             | 1                 | 0                  | 2     |
| 8    | Italie               | 1             | 0                 | 0                  | 1     |
| 8    | Norvège              | 1             | 0                 | 0                  | 1     |
| 8    | Roumanie             | 1             | 0                 | 0                  | 1     |
| 11   | Finlande             | 0             | 1                 | 1                  | 2     |
| 12   | Iran                 | 0             | 1                 | 0                  | 1     |
| 12   | Turquie              | 0             | 1                 | 0                  | 1     |
| 12   | Allemagne de l'Ouest | 0             | 1                 | 0                  | 1     |
| 12   | Yougoslavie          | 0             | 1                 | 0                  | 1     |
| 16   | Tchécoslovaquie      | 0             | 0                 | 1                  | 1     |
| 16   | Allemagne de l'Est   | 0             | 0                 | 1                  | 1     |
| 16   | Grèce                | 0             | 0                 | 1                  | 1     |
| 16   | Suède                | 0             | 0                 | 1                  | 1     |

## Lutte libre

### Poids super-mouche -48 kg
| Médaille           | Nom                | Pays             |
| ------------------ | ------------------ | ---------------- |
| Médaille d'or      | Takashi Kobayashi  | Japon            |
| Médaille d'argent  | Ivan Tsonov        | Bulgarie         |
| Médaille de bronze | Sergei Karamchakov | Union soviétique |

### Poids mouche 48-52 kg
| Médaille           | Nom              | Pays             |
| ------------------ | ---------------- | ---------------- |
| Médaille d'or      | Mitsuru Satō     | Japon            |
| Médaille d'argent  | Šaban Trstena    | Yougoslavie      |
| Médaille de bronze | Vladimir Tohuzov | Union soviétique |

### Poids coq, 52-57 kg
| Médaille           | Nom                | Pays             |
| ------------------ | ------------------ | ---------------- |
| Médaille d'or      | Sergey Beloglazov  | Union soviétique |
| Médaille d'argent  | Askari Mohammadian | Iran             |
| Médaille de bronze | Noh Kyung-sun      | Corée du Sud     |

### Poids plume, 57-62 kg
| Médaille           | Nom              | Pays             |
| ------------------ | ---------------- | ---------------- |
| Médaille d'or      | John Smith       | États-Unis       |
| Médaille d'argent  | Stepan Sarkisyan | Union soviétique |
| Médaille de bronze | Simeon Shterev   | Bulgarie         |

### Poids légers, 62-68 kg
| Médaille           | Nom            | Pays             |
| ------------------ | -------------- | ---------------- |
| Médaille d'or      | Arsen Fadzaev  | Union soviétique |
| Médaille d'argent  | Park Jang-soon | Corée du Sud     |
| Médaille de bronze | Nate Carr      | États-Unis       |

### Poids mi-moyens, 68-74 kg
| Médaille           | Nom             | Pays             |
| ------------------ | --------------- | ---------------- |
| Médaille d'or      | Kenny Monday    | États-Unis       |
| Médaille d'argent  | Adlan Varayev   | Union soviétique |
| Médaille de bronze | Rakhmat Sofiadi | Bulgarie         |

### Poids moyens, 74-82 kg
| Médaille           | Nom           | Pays            |
| ------------------ | ------------- | --------------- |
| Médaille d'or      | Han Myung-Woo | Corée du Sud    |
| Médaille d'argent  | Necmi Gençalp | Turquie         |
| Médaille de bronze | Jozef Lohyňa  | Tchécoslovaquie |

### Poids mi-lourds, 82-90 kg
| Médaille           | Nom                  | Pays             |
| ------------------ | -------------------- | ---------------- |
| Médaille d'or      | Makharbek Khadartsev | Union soviétique |
| Médaille d'argent  | Akira Ōta            | Japon            |
| Médaille de bronze | Kim Tae-woo          | Corée du Sud     |

### Poids lourds, 90-100 kg
| Médaille           | Nom            | Pays             |
| ------------------ | -------------- | ---------------- |
| Médaille d'or      | Vasile Pușcașu | Roumanie         |
| Médaille d'argent  | Leri Khabelov  | Union soviétique |
| Médaille de bronze | William Scherr | États-Unis       |

### Poids Super-lourds, 100-130 kg
| Médaille           | Nom                 | Pays               |
| ------------------ | ------------------- | ------------------ |
| Médaille d'or      | David Gobedjichvili | Union soviétique   |
| Médaille d'argent  | Bruce Baumgartner   | États-Unis         |
| Médaille de bronze | Andreas Schröder    | Allemagne de l'Est |

## Lutte Gréco-Romaine

### Poids super-mouches, -48 kg
| Médaille           | Nom             | Pays     |
| ------------------ | --------------- | -------- |
| Médaille d'or      | Vincenzo Maenza | Italie   |
| Médaille d'argent  | Andrzej Głąb    | Pologne  |
| Médaille de bronze | Bratan Tsenov   | Bulgarie |

### Poids mouches, 48-52 kg
| Médaille           | Nom             | Pays         |
| ------------------ | --------------- | ------------ |
| Médaille d'or      | Jon Rønningen   | Norvège      |
| Médaille d'argent  | Atsuji Miyahara | Japon        |
| Médaille de bronze | Lee Jae-suk     | Corée du Sud |

### Poids coq, 52-57 kg
| Médaille           | Nom                  | Pays     |
| ------------------ | -------------------- | -------- |
| Médaille d'or      | András Sike          | Hongrie  |
| Médaille d'argent  | Stoyan Balov         | Bulgarie |
| Médaille de bronze | Charálambos Cholídis | Grèce    |

### Poids plume, 57-62 kg
| Médaille           | Nom                | Pays             |
| ------------------ | ------------------ | ---------------- |
| Médaille d'or      | Kamandar Madzhidov | Union soviétique |
| Médaille d'argent  | Zhivko Vangelov    | Bulgarie         |
| Médaille de bronze | An Dae-hyun        | Corée du Sud     |

### Poids légers, 62-68 kg
| Médaille           | Nom               | Pays             |
| ------------------ | ----------------- | ---------------- |
| Médaille d'or      | Levon Julfalakyan | Union soviétique |
| Médaille d'argent  | Kim Sung-moon     | Corée du Sud     |
| Médaille de bronze | Tapio Sipilä      | Finlande         |

### Poids mi-moyens, 68-74 kg
| Médaille           | Nom                | Pays             |
| ------------------ | ------------------ | ---------------- |
| Médaille d'or      | Kim Young-nam      | Corée du Sud     |
| Médaille d'argent  | Daulet Turlykhanov | Union soviétique |
| Médaille de bronze | Józef Tracz        | Pologne          |

### Poids moyens, 74-82 kg
| Médaille           | Nom                 | Pays             |
| ------------------ | ------------------- | ---------------- |
| Médaille d'or      | Mikhail Mamiashvili | Union soviétique |
| Médaille d'argent  | Tibor Komáromi      | Hongrie          |
| Médaille de bronze | Kim Sang-kyu        | Corée du Sud     |

### Poids mi-lourds, 82-90 kg
| Médaille           | Nom            | Pays             |
| ------------------ | -------------- | ---------------- |
| Médaille d'or      | Atanas Komchev | Bulgarie         |
| Médaille d'argent  | Harri Koskela  | Finlande         |
| Médaille de bronze | Vladimir Popov | Union soviétique |

### Poids lourds, 90-100 kg
| Médaille           | Nom              | Pays                 |
| ------------------ | ---------------- | -------------------- |
| Médaille d'or      | Andrzej Wroński  | Pologne              |
| Médaille d'argent  | Gerhard Himmel   | Allemagne de l'Ouest |
| Médaille de bronze | Dennis Koslowski | États-Unis           |

### Poids super-lourds, 100-130 kg
| Médaille           | Nom               | Pays             |
| ------------------ | ----------------- | ---------------- |
| Médaille d'or      | Aleksandr Karelin | Union soviétique |
| Médaille d'argent  | Rangel Gerovski   | Bulgarie         |
| Médaille de bronze | Tomas Johansson   | Suède            |